# Lunèl
Lunèl (en francès: Lunel) és un municipi occità del Llenguadoc, situat al departament de l'Erau i a la regió d'Occitània. És una vila petita de 22.000 habitants situada al límit del departament de l'Erau a la vora del riu Vidorle que separa aquest del departament del Gard.
Els habitants s'anomenen tradicionalment pescalunas (pescalunes o lunellois en francès). Aquest malnom té el seu origen en una llegenda local que conta com un habitant del poble pensant-se que la lluna s'havia negat, la va voler pescar amb un cistell foradat. Existeix una cançó en occità d'aquella llegenda.

## Història
Tot i que no se sap exactament quan fou fundat Lunèl, se sap que al 888 Lunèl es va erigir en una baronia que agrupava tretze pobles. Al voltant de l'any 1000, era propietat de Bernat d'Andusa, el baró de Sauva qui la va cedir després a la família dels Gaucèlm, els senyors de Lunèl. Només va ser el 1295 quan va passar sota el poder del Rei de França. Lunèl fou una població important per a aquesta zona del Llenguadoc, en part gràcies a la seva comunitat jueva que se n'anà més tard a Montpeller.
Lunèl conegué diversos episodis de lluita constant en el decurs del segle xvi per mor de la seva situació geogràfica entre catolicisme i protestantisme, ja que les dues comunitats convivien a la vila.
El 1632, arran de la Pau d'Alès, les fortificacions van ser desmuntades. Un segle més tard, el 1728, s'acabaren les obres d'un canal i d'un port que comunicava Lunèl amb el litoral. Aquella construcció, usada durant gairebé dos segles, fou tapada parcialment entre 1941 i 1972, ja que no s'utilitzava gaire.

### L'alcaldia de Lunèl
| Període                          | Identitat      | Partit |
| -------------------------------- | -------------- | ------ |
| 1945-1959                        | Bruno Brunel   |        |
| 1959-1965                        | Paul Valentin  |        |
| 1965-1977                        | René Parry     |        |
| 1983-1989                        | Élie Rauzier   | PS     |
| 1983-1989                        | Henri Canitrot | RPR    |
| 1989-2001                        | Claude Barral  | PS     |
| març de 2001-4 de juliol de 2020 | Claude Arnaud  | DVD    |
| 4 de juliol de 2020-             | Pierre Soujol  |        |

## Indrets i monuments

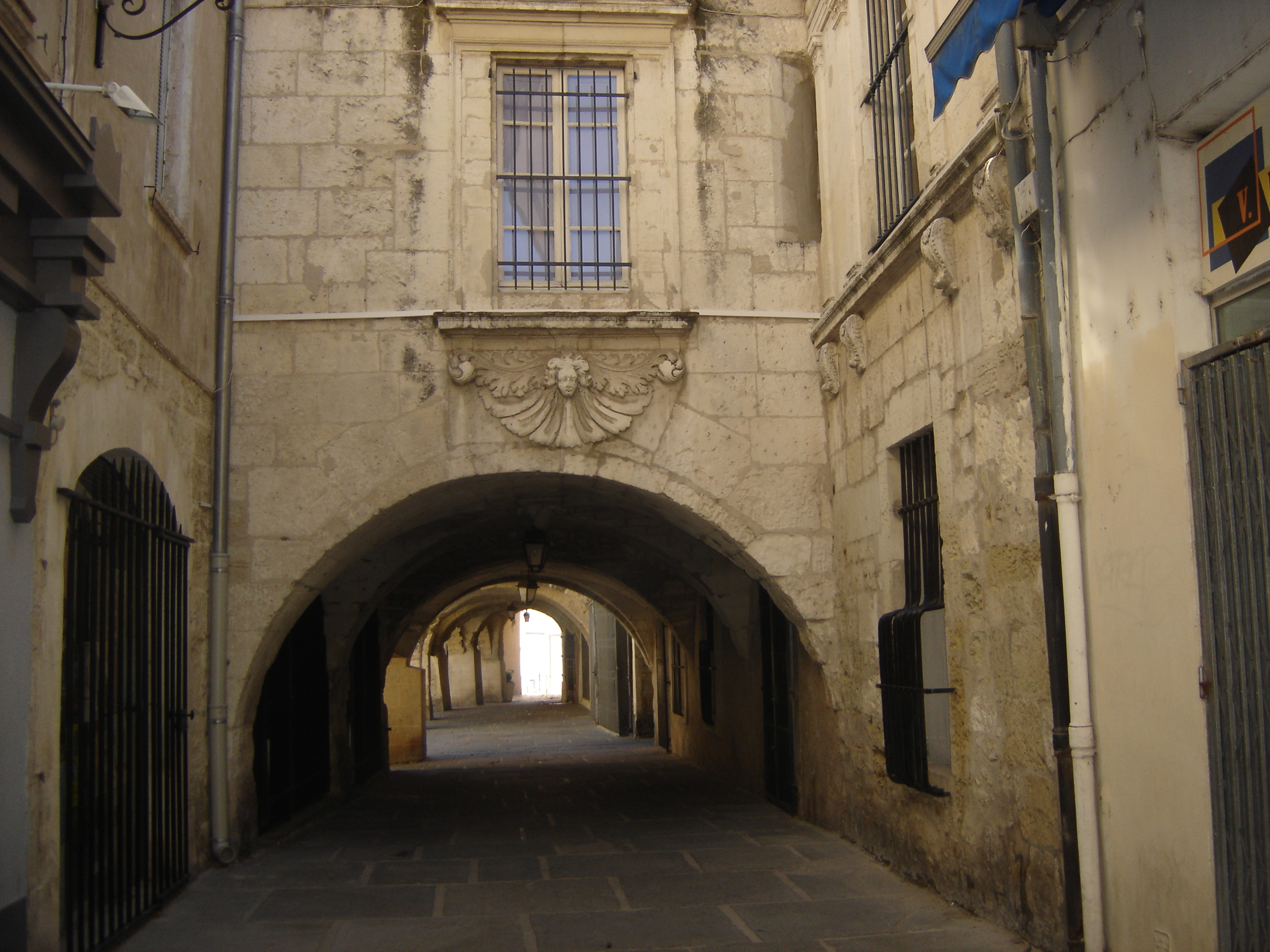
La sèrie d'arcades dita "Los Caladons" al centre del poble

- Una reproducció de l'Estàtua de la Llibertat havia estat comprada per l'Ajuntament de Lunèl. Aquella miniatura es va fondre durant la Segona Guerra Mundial. Una nova Estàtua de la Llibertat es va instal·lar a l'entrada de Lunèl (Plaça de la República) fa alguns anys.
- "Los Caladons", una sèrie d'arcades de l'edat mitjana que es troben a la part central del poble, a prop de l'església.
- L'església "Nòstra dòna dau Lac", d'època medieval tot i que es va reconstruir parcialment al segle xvii després de les guerres de religió.
- El fons Medard és una rica col·lecció que es conserva a la Biblioteca de Lunèl.

## Personatges il·lustres
- Folquet de Lunèl, trobador del segle xiii
- Abba Mari ben Moses ben Joseph (s. XIII), rabí estudiós del Talmud.
- El cineasta Louis Feuillade, creador del personatge de Fantomàs, i també de Les Vampires. El liceu de la vila porta el seu nom.